# Здание приюта Общества попечения о бесприютных детях имени Великой княгини Марии Николаевны
Здание приюта Общества попечения о бесприютных детях имени Великой княгини Марии Николаевны — памятник архитектуры. Расположен в Петроградском районе Санкт-Петербурга, современный адрес дома — Ждановская улица, 8.

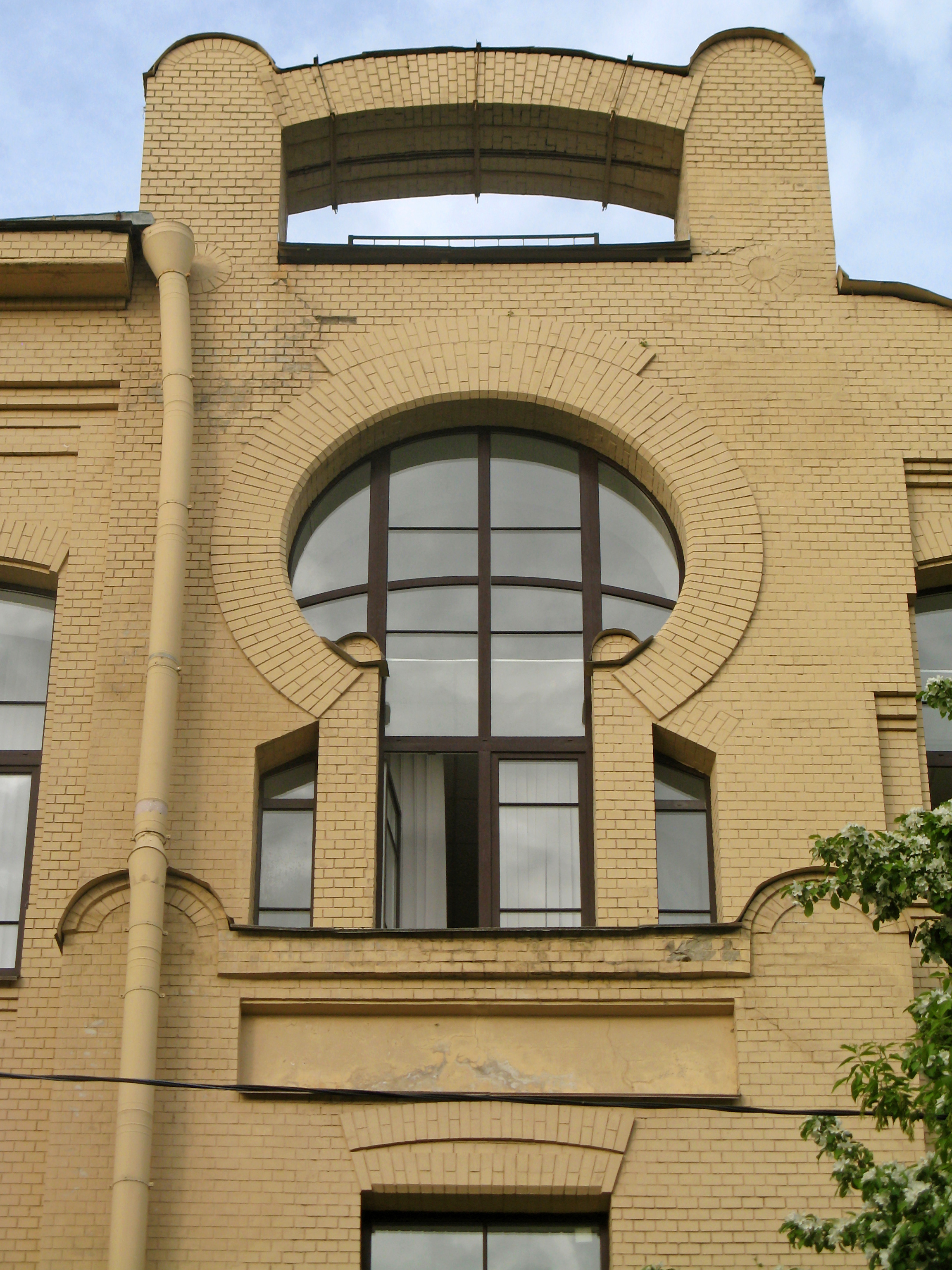

Жилое здание было куплено Обществом в 1898 году, сбор средств на перестройку шёл восемь лет. Р. Р. Марфельд бесплатно создал проект по перестройке и переоборудованию, его проект был утверждён 16 мая 1905 года, освящение приюта состоялось 29 января 1906 года. Облик здания перекликается с видом здания Попечительства Императорского человеколюбивого общества, которое Марфельд заканчивал строить в то же время: на верхнем этаже у зала сделаны крупные окна, контрфорсы оканчиваются округло, использована рельефная кирпичная кладка, но композиция здания приюта более лаконична, асимметрична (главная ось смещена вправо), использован светлый кирпич фирмы «Ф. Гольцман и Ко».
На нижнем этаже была игровая комната, на втором — спальни, на третьем — рекреационный зал и домовая церковь во имя Покрова Пресвятой Богородицы (деньги на неё пожертвовал купец И. О. Чугреев) справа от него, причём их можно было объединить с помощью раздвижной перегородки. Над церковью была расположена маленькая арочная звонница с кубоватым покрытием и маковкой.
Главный узел композиции — подобное замочной скважине окно третьего этажа, перекликающееся с нишей портала.
В начале 1920-х здание заняла средняя школа, потом — техническое училище Балтийского торгового флота. На 2020-е годы в здании размещён Институт прикладной астрономии РАН.